# Reichsministerium für Volksaufklärung und Propaganda

Stema Germaniei Naziste

Reichsministerium für Volksaufklärung und Propaganda (RMVP), cunoscut de asemenea sub forma "prescurtată" de Propagandaministerium, a fost denumirea oficială germană a Ministerului de Stat pentru Informarea Opiniei Publice și Propagandă, pe scurt Ministerul Propagandei al celui de-al Treilea Reich, deseori numit de către germani Promi. 
Joseph Goebbels a fondat acest minister fiind, în același timp, singura persoană care a deținut această funcție în timpul existenței Germaniei Naziste. Ministerul propagandei deținea controlul asupra presei scrise, radioului, literaturii, teatrului, muzicii, filmului și artelor vizuale, precum și controlul total al culturii și a oricăror alte forme de informare. 